# باري بينيت (لاعب كرة قدم أمريكية)
باري بينيت (بالإنجليزية: Barry Bennett)‏ هو لاعب كرة قدم أمريكية أمريكي، ولد في 10 ديسمبر 1955 في سانت بول في الولايات المتحدة.

## وصلات خارجية
- باري بينيت على موقع مرجع كرة القدم المحترفة.كوم (الإنجليزية)